# Contea di Big Horn (Wyoming)
La contea di Big Horn (in inglese Big Horn County) è una contea dello Stato del Wyoming, negli Stati Uniti. La popolazione al censimento del 2000 era di 11 461 abitanti. Il capoluogo di contea è Basin.

## Geografia
La contea si trova a ovest delle Bighorn Mountains e occupa la porzione nord-orientale del Bighorn Basin. Il fiume Bighorn attraversa la contea da sud a nord. I fiumi Greybull e Shoshone sono i suoi affluenti.

### Contee confinanti
- Contea di Big Horn (Montana) - nord
- Contea di Sheridan - est
- Contea di Johnson - sud-est
- Contea di Washakie - sud
- Contea di Park - ovest
- Contea di Carbon (Montana) - nord-ovest

## Storia
La contea di Big Horn County fu creata nel 1890, ma organizzata nel 1897 da parti delle conte di Sheridan, Johnson e Fremont. Deve il suo nome alle omonime montagne.

## Comuni

### Towns
- Basin - capoluogo
- Burlington
- Byron
- Cowley
- Deaver
- Frannie
- Greybull
- Lovell
- Manderson